# مهدی یغمایی
مهدی یغمایی (زادهٔ ۲۱ مرداد ۱۳۵۵ در مشهد) خوانندهٔ، نوازنده، تنظیم‌کننده و آهنگساز پاپ ایرانی است.

## زندگی‌نامه
پدر او مداح، و متولد شهرستان جندق از توابع استان اصفهان است. و مهدی یغمایی متولد مشهد، است، او در همان سال‌های نوجوانی استعداد خواندن را در خود کشف کرد و پرورش داد تا این که از سال ۱۳۷۲ نواختن پیانو و خواندن آواز سنتی را شروع کرد. خانوادهٔ مادری او متولد و ساکن شهرستان شاهرود هستند.
وی بعد از سال‌ها تلاش در به دست آوردن تجربه در خواندن آواز سنتی به آرامی تصمیم خود را در تغییر سبک خوانندگی عملی کرد تا اینکه در سال ۱۳۸۰ با توجه به داشتن مهارت کامل در خواندن آواز سنتی با سبکی نو و جدا از موسیقی سنتی پا به عرصهٔ موسیقی ایران به صورت حرفه‌ای نهاد. ناگفته نماند که وی در سال ۱۳۷۴ شروع به تحصیل در دانشگاه شاهرود نمود و در سال ۱۳۷۹ تحصیلات دانشگاهی خود را در رشتهٔ شیمی کاربردی به پایان رساند. یغمایی ابتدا همکاری خود را با گروه ژوان آغاز نمود و در همین راستا آلبومی شامل ۱۲ قطعهٔ موسیقی که از جمله معروف‌ترین آن‌ها می‌توان به دختر بهار؛ سایه؛ دلم تنگه؛ ستاره جون و .. اشاره نمود را منتشر کردند؛ و همچنین صادق یغمایی حرفهٔ برادر را در شاهرود ادامه می‌دهد. ازسال ۱۳۹۳ داوری برنامهٔ شب کوک را داشت و به‌عنوان میهمان دو بار در دورهمی دعوت شد در مناسبت‌های بسیاری دعوت شده و سفیر مؤسسهٔ توانبخشی همدم مشهد است. اواخر بهار ۹۷ ازدواج کرده و دارای دو خواهر و یک برادر، خودش فرزند ارشد خانواده است.

## فعالیت‌ها
- عضویت در گروه ژوان[۷]
- عضو هیئت داوری در مسابقهٔ تلویزیونی " شب کوک "[نیازمند منبع]
- مهدی یغمایی در مسابقهٔ تلویزیونی " شب کوک " که یک مسابقهٔ خوانندگی و کشف صدا بود و از شبکهٔ تلویزیونی نسیم در تابستان ۱۳۹۴ پخش آن آغاز شد به‌عنوان یکی از اعضای هیئت داوری این مسابقه در کنار پوریا حیدری و فریدون آسرایی و فرهاد برنجان مشارکت داشت.
- شرکت در برنامهٔ خندوانه (هم گروه باربد بابایی)[نیازمند منبع]
- شرکت در برنامه شب آهنگی

## آلبوم مناسبتی سلام آقا
آلبوم سلام آقا کاری گروهی و مناسبتی به مناسبت محرم‌الحرام سال ۱۳۸۸ که با صدای مهدی یغمایی؛ و چند تن دیگر از خوانندگان کشور منتشر شد.
در این آلبوم؛ خوانندگی ۴ قطعه به نام‌های گل پرپر؛ ماه قبیله؛ شام غریبان؛ با حسین به عهدهٔ مهدی یغمایی بود که
آهنگسازی گل پرپر و شام غریبان نیز بر عهدهٔ وی بود.
همکاری به‌عنوان خواننده در فیلم دوباره عاشقی (دوباره عاشقی - حلالت می‌کنم - حلالم کن)
بر عهده گرفتن تیتراژ آغازین برنامهٔ ماه عسل ۹۰ (حس می‌کنم تورو) در رمضان سال ۱۳۹۰ (شبکه سه)
خوانندگی یغمایی در آلبوم مناسبتی دلصدا در کنار چند تن از خوانندگان دیگر و ارائهٔ قطعهٔ خاطره که آهنگسازی این قطعه نیز بر عهدهٔ وی بود.

## آلبوم‌ها

### یه دنیا حرف (۱۳۹۲)
در پاییز سال ۱۳۹۱ دموی آلبوم «یه دنیا حرف» منتشر شد، اما ماه‌ها گذشت و این مجموعه با وجود دریافت تمامی مجوزها توسط تهیه‌کنندهٔ او، منتشر نشد. مشکلات بین مهدی یغمایی و تهیه‌کنندهٔ او تا جایی پیش رفت که او رسماً اعلام کرد که دیگر با هیچ تهیه‌کننده‌ای قرارداد ندارد و قید انتشار آلبوم را زده است. اما در یک اتفاق کاملاً غیر حرفه‌ای و در سکوت خبری مطلق، در صبح روز چهارشنبه ۱۹ تیر ۱۳۹۲ این آلبوم از سوی «رامین بصیرت‌نیا» تهیه‌کنندهٔ او با ۹ قطعه روانهٔ بازار شد.
| نام ترانه         | ترانه‌سرا       | آهنگساز                   | تنظیم‌کننده  |
| ----------------- | -------------- | ------------------------- | ----------- |
| حس عجیب           | مهدیه عرب      | پوریا حیدری و میلاد اکبری | پوریا حیدری |
| چه کردی           | علی بحرینی     | ملودی ارمنی               | پوریا حیدری |
| همین که هستی باش  | مهدیه عرب      | مهدی یغمایی               | پوریا حیدری |
| چیزی نمونده بود   | مهدیه عرب      | میلاد اکبری               | میلاد اکبری |
| حسادت             | نیلوفر کولی‌وند | امین قباد                 | پوریا حیدری |
| خیالم راحته با تو | علی بحرینی     | مهدی یغمایی               | سعید سام    |
| روزای بدون تو     | حامد صوفی‌پور   | بابک وزیری                | بابک وزیری  |
| یادته             | پوریا ربیعی    | علیرضا قرایی‌منش           | پوریا حیدری |
| یه دنیا حرف       | مهشاد عرب      | مهدی یغمایی               | میلاد اکبری |

### چمدون تو (۱۳۹۵)
او در اواخر سال ۱۳۹۴ اعلام کرد که مراحل تولید آلبومش به پایان رسیده است. اما برخی حواشی که در روزهای پایانی سال ۱۳۹۴ گریبانگیر اغلب خوانندگان شده بود، انتشار این آلبوم را به تأخیر انداخت. وی پیش از انتشار آلبوم، موزیک ویدئوی «بهترین حس» و تیزر آلبومش را منتشر کرد تا به استقبال آلبوم جدیدش برود؛ و سرانجام دومین آلبوم رسمی وی به نام «چمدون تو» در صبح روز یکشنبه ۹ خرداد ۱۳۹۵ منتشر شد و وارد بازارها شد. این اثر به تهیه‌کنندگی «سپهر صاحبی» و مدیریت برنامهٔ «علی برکت» با ۱۴ قطعه در دسترس مخاطبان قرار گرفت.
| نام ترانه          | ترانه‌سرا      | آهنگساز         | تنظیم‌کننده      |
| ------------------ | ------------- | --------------- | --------------- |
| بهترین حس          | بابک بابایی   | وحید پویان      | هومن آزما       |
| تنهایی بی‌رحمه      | پیمان طالبی   | مهدی یغمایی     | پورزاد علایی    |
| عشق                | حامد صوفی‌پور  | علیرضا قرایی‌منش | پورزاد علایی    |
| مهمون              | حامد صوفی‌پور  | مهدی یغمایی     | علیرضا جعفری    |
| عاشق نبودی         | بابک بابایی   | وحید پویان      | مهرداد احمدزاده |
| هرچی شد            | علی بحرینی    | محمد رامزی      | علیرضا جعفری    |
| شب رؤیایی          | حمید خلف‌بیگی  | حسام‌الدین ناصری | حسام‌الدین ناصری |
| کجا از یاد من میری | بابک بابایی   | وحید پویان      | فرزاد ماهان     |
| تو نیستی           | حامد صوفی‌پور  | علیرضا قرایی‌منش | پورزاد علایی    |
| تو با منی          | علی ایلیا     | میلاد اکبری     | فرزاد ماهان     |
| چمدون              | پریا صوفی‌پور  | امین قباد       | پورزاد علایی    |
| نگاهم می‌کنی        | النا باقرزاده | مهدی یغمایی     | پورزاد علایی    |
| کنار تو            | حمید خلف‌بیگی  | حسام‌الدین ناصری | پورزاد علایی    |
| از من بگریزید      | فروغی بسطامی  | مهدی یغمایی     | سیاوش وزیری     |

## تک‌آهنگ‌ها
- اتفاق
- اگه بد شد
- پاییز تنهایی
- خاص
- تیتراژ سریال ستاره‌های سربی شبکه ۲
- بخواب آروم (به یاد مرتضی پاشایی)
- حس می‌کنم تو رو (تیتراژ برنامهٔ تلویزیونی ماه عسل ۱۳۹۰)
- تو بردی
- والا محمّد
- خاک تن خسته (به یاد سالروز آزادی خرمشهر)
- مهمون شب (تیتراژ برنامهٔ آن دم که شب شود - رادیو)
- تو با منی
- حال عجیب
- چه کردی.. !
- صبح فروردین (نوروز ۱۳۹۲)
- خاطره
- سیب دنیا
- شب‌های جنون من
- برادر
- منو آروم کن
- من عاشقت شدم (برندهٔ تندیس بهترین تیتراژ سه ستاره ۱۳۹۵)
- عصر پاییزی (بازخوانی از مرتضی پاشایی)[۱۰]

## آهنگسازی برای خوانندگان
مهدی یغمایی، به مناسبت درگذشت «مرتضی پاشایی» قطعهٔ «بخواب آروم» را تقدیم او کرد. ترانهٔ این اثر را «علی حسین‌پور» سروده و تنظیم آن را «پورزاد علایی» بر عهده داشته است. آهنگسازی این قطعه را خود مهدی یغمایی انجام داده است. ملودی قطعهٔ زیبای محمد اصفهانی به نام تکیه بر باد.